# 市右衛門
市右衛門（いちえもん、生年不詳 - 1670年（寛文10年）6月）は、備後国安那郡広瀬村姫谷（現・広島県福山市付近）の陶工、またはその頭領。初期伊万里の技術をもとに和様の色絵磁器・姫谷焼を焼いた。
姫谷窯付近に寛文十年（1670年）、法名・心誉香月信士、俗名・山田市右門（衛はない）と記された墓石があり、管理する正福寺の過去帳には「心誉香月信士は俗名・市右衛門、姫谷の焼物師の法名である」と書かれていた事が存在の証拠とされていた。しかし、1978年の調査で過去帳へのこの書込みが18世紀末～19世紀前半にかけて行なわれていた事が判明し、改めて検討が行なわれた。
近年の研究により、姫谷窯の土地は正福寺が当時所有しており、現在まで檀家である山田一族が姫谷焼を創始したと考えられている。心誉の墓碑はその頭領ないし初期の陶工のものとされる。また、墓石をもとに過去帳への書込みが後代行なわれたのは、
- 貞享2年（1685年）に寺が現在地に移動した後に法要が営まれたこと
- 現在の正福寺が浄土真宗であるのに対して、法名は「誉」の号が使われる浄土宗のものだったこと

などが原因として挙げられている（浄土真宗の法名は「釋○○」）。